# Wasserturm Anklam

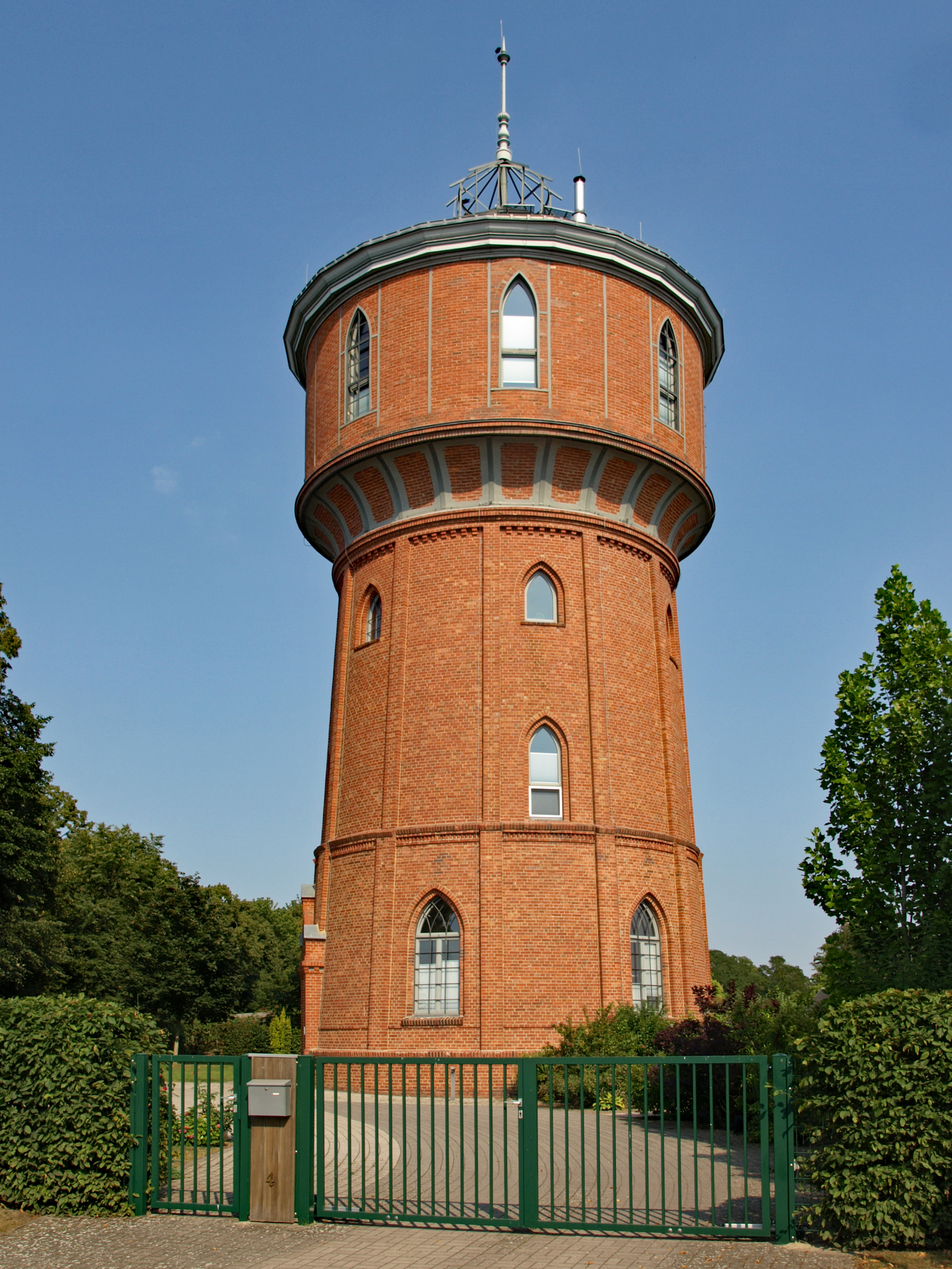
Der Wasserturm Anklam im Jahr 2020

Der Wasserturm Anklam in Anklam (Mecklenburg-Vorpommern), Spantekower Landstraße Ecke Am Wasserturm, stammt von 1906 und war bis 1997 im Betrieb.     
Der Turm steht unter Denkmalschutz.

## Geschichte
Der viergeschossige neogotische verklinkerte Turm wurde 1905/06 gebaut im Rahmen des Neubaus der städtischen Wasserversorgungsanlage. Der Wasserbehälter mit einem Durchmesser von 9,40 Meter bestand aus einer Stahlblechkonstruktion. Sein Fassungsvermögen belief sich auf 400 Kubikmeter. Durch den Turm wurde ein Wasserdruck von 3 bar aufgebaut. 13.000 Kubikmeter Wasser wurden jährlich verbraucht. Er war bis 1997 in Betrieb. Zu- und Ablaufrohre wurden demontiert und die Brunnenfassung verfüllt. 1997 übernahm das Wasserwerk im südlichen Pelsin die Versorgung der Stadt
 
Der Turm wurde danach verkauft und für Wohnzwecke umgebaut.